# Narāq
Narāq (persiska: نراق, نَراك, Nareh Ţavīl, نَرِه طَويل) är en ort i Iran.   Den ligger i provinsen Markazi, i den centrala delen av landet, 190 km söder om huvudstaden Teheran. Narāq ligger 1 884 meter över havet och antalet invånare är 2 508.
Terrängen runt Narāq är huvudsakligen kuperad, men åt sydväst är den platt. Runt Narāq är det ganska glesbefolkat, med 31 invånare per kvadratkilometer. Närmaste större samhälle är Delījān, 14,4 km väster om Narāq. Omgivningarna runt Narāq är i huvudsak ett öppet busklandskap.